# Alphonse Allaert
Alphonse Allaert, né le 13 juillet 1875 et mort à une date inconnue, est un archer belge.

## Palmarès
- Jeux olympiques
  -  Médaille d'or au tir au berceau 33m par équipes aux Jeux olympiques d'été de 1920 à Anvers.
  -  Médaille d'or au tir au berceau 50m par équipes aux Jeux olympiques d'été de 1920.
  -  Médaille d'argent au tir au berceau 28m par équipes aux Jeux olympiques d'été de 1920.